# Зекария Сичин
Зекария Сичин (Zecharia Sitchin) е американски писател от еврейски произход, роден в Азербайджанска ССР, гражданин на СССР, Израел и САЩ,застъпник на хипотезата на произхода на живота чрез палеоконтакт, както и за съществуването на планетата Нибиру.
Твърденията на Сичин се основават на негови интерпретации на шумерски таблици. Той претендира, че единствен разбира древните шумерски таблици, като отхвърля останалите интерпретации. Това не се приема от учените, за които Сичин, Ерих фон Деникен и Великовски са „съвременната троица“ на псевдоисториците.

## Биография
Зекария Сичин е роден на 11 януари 1920 г. в Баку, но израства в Палестина където добива познания по иврит. В Израел работи като журналист за израелски вестник а след това заминава за Ню Йорк, където пише книги.
Когато Сичин пише книгите си, значението на много шумерски думи е било познато единствено на специалистите. Днес съществуват речници, като Sumerian Lexicon, в които всеки може да провери значението на думите, на които Сичин приписва дадени значения. Като общо правило, преводите му са погрешни. Според хипотезата на Сичин за образуването на Земята, хипотетичната планета Нибиру, която има период от 3600 години и голям ексцентрицитет, се е сблъскала с друга хипотетична планета между Марс и Юпитер. От отломките от сблъсъка се е формирала Земята, астероидния пояс и кометите. При този сценарий обаче, Земята трябва да има голям орбитален ексцентрицитет, което противоречи на ниския наблюдаван ексцентрицитет на земната орбита. Големия предполагаем ексцентрицитет на Нибиру показва, че тя трябва да е с голяма механична енергия, което е нестабилно състояние, най-малката пертурбация на което ще изхвърли Нибиру от Слънчевата система.
Книгите му са издавани много езици, включително и на брайловата азбука.
Зекария Сичин умира на 9 октомври 2010 г. в Ню Йорк.

### Филми
- Are We Alone in the Universe?[9]